# Jacob Emden

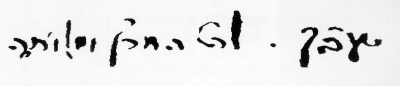
Unterschrift Jacob Emdens

Jacob Israel Ben Ẓebi Ashkenazi Emden (geboren am 4. Juni 1697 in Altona; gestorben am 19. April 1776 ebenda) – in nichtjüdischen Quellen als Jacob Hertzel oder Jacob Hirschel bezeichnet – war ein Rabbiner, Talmudgelehrter und Gegner der Bewegung des „falschen Messias“ Shabbetaj Zvi. Für das 18. Jahrhundert kann Jacob Emden als der große jüdische Gelehrte Norddeutschlands gelten. Er verkörpert den Übergang von der Vormoderne in die Moderne, obwohl er selbst auf der Schwelle der neuen Zeit stehen blieb und zeitlebens Verfechter eines strengen Traditionalismus war.

## Leben

### Kindheit und Jugend
Bis zu seinem 13. Lebensjahr studierte Jacob Emden den Talmud bei seinem Vater Zvi Ashkenazi, der als eine der größten rabbinischen Autoritäten seiner Zeit gilt und Rabbiner der großen Dreigemeinde Altona-Hamburg-Wandsbek (in der jüdischen Geschichte nach den hebräischen Initialen der Gemeinschaften auch als „Kehiloth AHU“ bekannt) war. Zunächst lebte die Familie in Altona. Nach einem religiösen Streit verließ die Familie die Stadt an der Elbe. Zvi Ashkenazi folgte anschließend einem Ruf als Rabbiner der aschkenasischen Gemeinde nach Amsterdam. Dort setzte Emden seine Studien nach seiner Bar Mitzwa in den Jahren von 1710 bis 1714 fort. 1715 heiratete er die Tochter des Mordecai ben Naphtali Kohen, Rabbi von Uherský Brod in Mähren, und setzte seine Studien an der Jeschiwa (Talmudhochschule) seines Schwiegervaters fort. Er wurde zu einem großen Kenner talmudischer Literatur, später studierte er Philosophie, Kabbala sowie hebräische Grammatik und versuchte, Latein und Niederländisch zu erlernen, was jedoch durch seinen Glauben erschwert wurde, demgemäß ein Jude sich mit weltlichen Wissenschaften nur während der Stunde der Dämmerung befassen sollte. Dieser Glaube leitet sich von dem biblischen Vers ab (Jos 1,8 ): „Du studierst [die Tora] Tag und Nacht.“ Eine intensivere Beschäftigung mit fremdem Wissensgut lehnte Jacob Emden jedoch ab und befürwortete dessen Kenntnis nur insoweit, als er es bei Angriffen auf die jüdische Religion oder Kultur zur Verteidigung für notwendig erachtete. Nach drei Jahren intensiver Studien verließ er das Haus seines Schwiegervaters und wurde ein reisender Verkäufer für Schmuck.

### Als Rabbiner in Emden

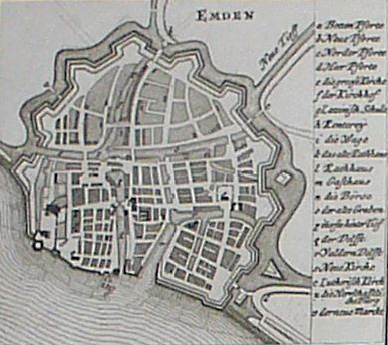
Emden um 1730

Während eines geschäftlichen Aufenthaltes im Frühling des Jahres 1729 wurde er von der jüdischen Gemeinde in Emden zu ihrem Rabbiner gewählt. Hier erhielt er auch seinen Beinamen. Vermutlich haben ihn persönliche Beziehungen nach Emden geführt. Seine Jugendliebe war die Tochter des damaligen Gemeindeführers und Kaufmanns Jonathan ha Levi. In den folgenden dreieinhalb Jahren, in denen er als Rabbiner tätig war, wurde die geistige Haltung Jacob Emdens nachhaltig geprägt – vor allem seine Geringschätzung für die Gemeindeführung durch jüdische Laien. Hierbei spielten die in Emden gemachten negativen Erfahrungen und seine ständigen Auseinandersetzungen mit dem jüdischen Gemeindevorstand eine entscheidende Rolle. Trotzdem genoss er aufgrund seiner Persönlichkeit und seiner Kenntnisse weit über Emden hinaus hohes Ansehen und wurde als Lehrautorität weithin respektiert. Verschiedentlich wurde er in dieser Zeit bei Streitigkeiten anderer jüdischer Glaubensgemeinschaften zu Rate gezogen, zu denen er wie auch zu anderen religiösen Themen in zahlreichen Responsen (Anfragen rechtlicher Art an eine jüdische halachische Autorität, mit dem Ziel, einen normativen Bescheid auf die Anfrage zu erhalten) Stellung bezog. In Emden verfasste er sechs Predigten und 28 Responsen, welche später zum Teil publiziert wurden. Diese waren, im Unterschied zu späteren Veröffentlichungen, noch in einem um Kompromiss bemühten Ton verfasst. Neben seiner Tätigkeit als Rabbiner importierte er Waren aus Amsterdam, um seinen Lebensunterhalt aufzubessern. Nach dreieinhalb Jahren gab Jacob Emden das Amt des Rabbiners auf. Offiziell begründete er dies in seiner Autobiografie mit seiner angeschlagenen Gesundheit und der ebenfalls mangelnden Gesundheit seiner Frau. Wahrscheinlich sind die Gründe jedoch in dauernden Auseinandersetzungen mit dem jüdischen Gemeindevorstand um die wohlhabenden Kaufleute Jonas Salomon und der Familie Goldschmidt zu suchen, welche Jacob Emden in mehreren religiös-rituellen Angelegenheiten widersprachen. 1732 verließ Jacob Emden die Hafenstadt und schwor sich, nie wieder ein religiöses Amt anzunehmen.
Über seine Tätigkeit als Rabbiner in der ostfriesischen Hafenstadt berichtet Jacob ausführlich in seiner Autobiografie Megillat Sefer („Buchrolle“, entstanden 1752–1766).

### Der Hamburger Amulettenstreit

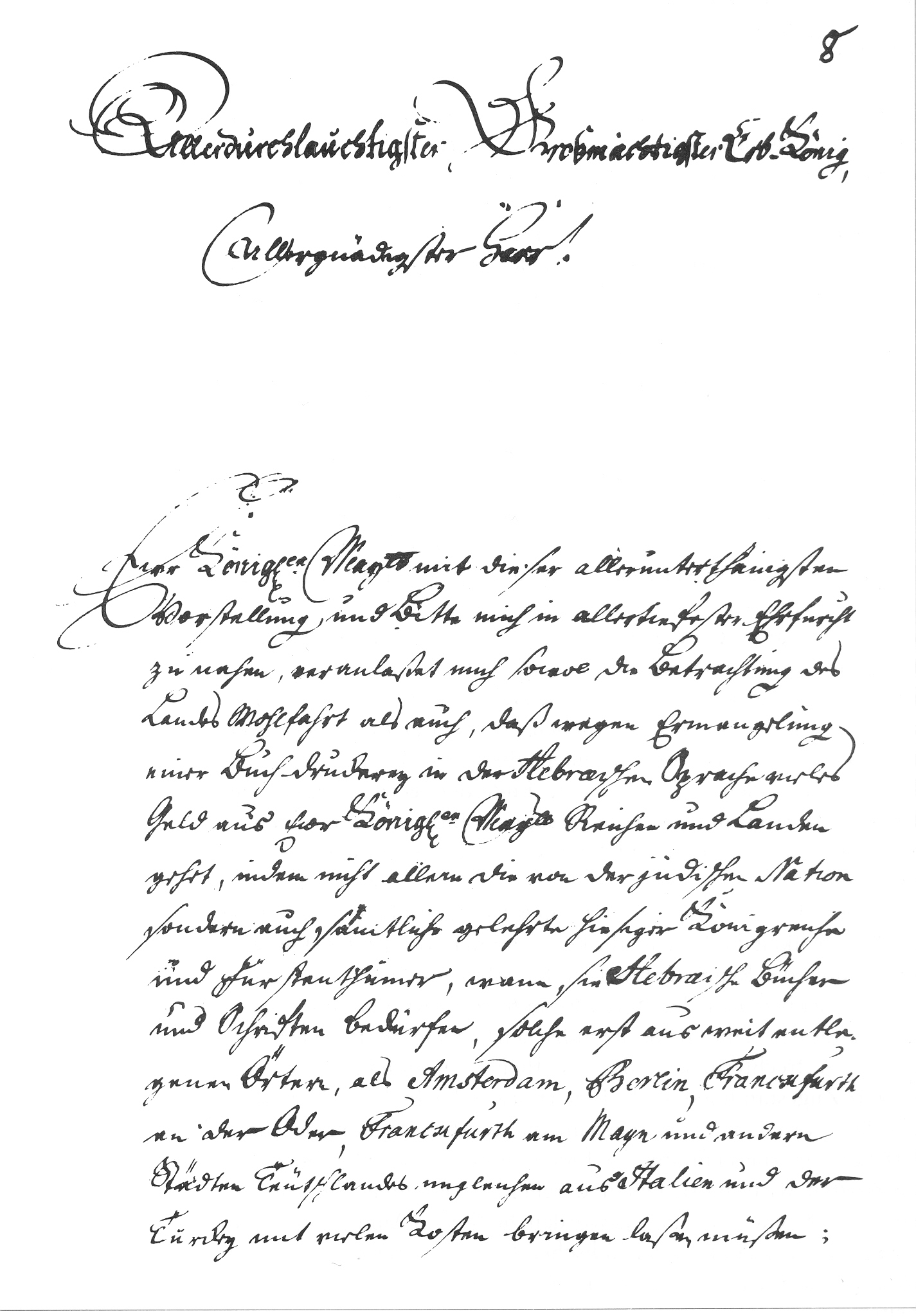
Schreiben Jacob Emdens an den König von Dänemark vom 20. August 1743

1732 kehrte Jacob Emden in die dänische Freistadt Altona zurück und wurde Privatgelehrter. Später versuchte er, vom dänischen König Christian VI. eine Konzession zur Einrichtung einer hebräischen Druckerei zu erhalten. Seine erste Eingabe wurde abschlägig beschieden. Erst mit der zweiten Eingabe – der Emden ein selbst gedrucktes Buch für die königliche Bibliothek zum Beweis beilegte, dass er sein Handwerk beherrschte – erhielt er am 11. November 1743 das Privileg, eine eigene Druckerei zu unterhalten. Hier verlegte er auch eigene Werke, mit denen er seinen Ruf als herausragender Gelehrter festigte. Er verfasste Sendschreiben (offene Briefe), Kommentare, ein Gebetbuch und auch eine Autobiografie, die allerdings erst nach seinem Tod veröffentlicht wurde. Daneben erörterte er Probleme der hebräischen Grammatik und Aspekte der Textkritik. Zusätzlich betrieb er den Handel mit Edelsteinen. In Altona trat er zudem in Opposition zu Rabbiner Moshe Chagis, dem Kopf der reichen portugiesischen (sephardischen) Gemeinschaft, und zu Rabbiner Jezekiel Katzenelnbogen, dem Nachfolger von Emdens Vater als Hauptrabbiner der Dreigemeinde. Sechzehn Jahre lang, bis zu dessen Tod im Jahre 1749, war er ein erbitterter Konkurrent des Hauptrabbiners, dessen religionsgesetzliche Entscheidungen er immer wieder in Frage stellte.

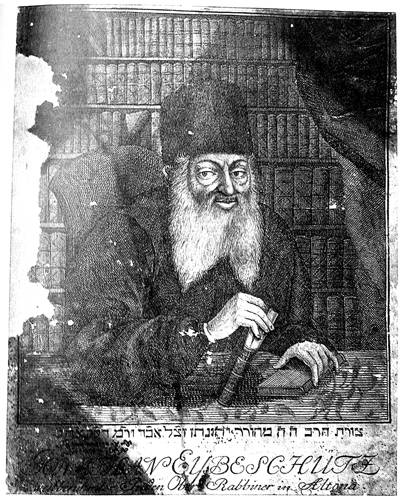
Jonathan Eybeschütz (1690–1764)

Neuer Hauptrabbiner der Dreigemeinde wurde Jonathan Eybeschütz aus Krakau, der zuvor rabbinische Ämter in Prag und Metz innehatte. In ihm sah Emden einen Anhänger der Bewegung um Shabbetaj Zvi. Dieser hatte sich selbst zum Messias erklärt und ernannte 12 Mitglieder der Gemeinde zu Gaza zu Repräsentanten der 12 Stämme Israels. Dies war der Beginn der messianischen Bewegung, die den Namen Shabbetajs tragen und die ganze jüdische Diaspora erschüttern sollte, die aber auch manche Christen erfasste: der Sabbatianismus.
Jacob Emden denunzierte Eybeschütz in der Öffentlichkeit und verlangte, dass er aus der Gemeinschaft der Gläubigen ausgeschlossen werde. Anlass dafür waren Amulette, die Eybeschütz Wöchnerinnen übergeben hatte. Jacob Emden glaubte, auf diesen Amuletten sabbatianische Textpassagen gefunden zu haben, und klagte Eybeschütz deswegen im Februar 1751 öffentlich an. Viele Rabbiner gaben Wöchnerinnen auf deren Wunsch Amulette zum Schutz gegen das Kindbettfieber, dem damals noch viele Frauen erlagen. Zusätzlich beschuldigte er Eybeschütz in Megillat Sefer eines inzestuösen Verhältnisses zu seiner eigenen Tochter und der Zeugung eines Kindes mit ihr. Judengemeinden aus ganz Europa meldeten sich zu Wort, und auch nichtjüdische Behörden in Hamburg und Kopenhagen wurden eingeschaltet. Vielerorts spalteten sich die jüdischen Gemeinschaften in Anhänger der einen oder anderen Partei. In der Dreigemeinde gewann Eybeschütz allmählich die Oberhand und erreichte, dass 1751 der Bann gegen Emden verhängt wurde. Dieser verließ daraufhin die Stadt und floh im Mai 1751 nach Amsterdam, wohin er viele Verbindungen hatte und wo er im Haus seines Schwagers Aryeh Löb B. Saul wohnte, des Rabbiners der aschkenasischen Gemeinschaft. Emden klagte in Kopenhagen gegen seinen Bann und erhielt am 3. Juni 1752 ein Urteil zu seinen Gunsten. Der Rat der Dreigemeinde wurde hierin scharf kritisiert und zu einer Geldstrafe von hundert Talern verurteilt. 1753 befasste sich sogar die Vierländerversammlung in Polen mit dem Amulettenstreit und sprach Eybeschütz von allen Anklagen frei und ordnete an, dass alle Streitschriften, die gegen Eybeschütz erschienen waren, verbrannt werden sollten. Jacob Emden kehrte nach Altona zurück und setzte trotz fortschreitender Erblindung in den folgenden Jahren seinen Kampf gegen die Sabbatianer fort, ohne dass es ihm gelang, die Amtsenthebung seines Widersachers zu bewirken. Am Ende des Amulettenstreits stand ein Ansehensverlust der rabbinischen Institution und die Entfremdung vieler Juden gegenüber dem traditionellen Judentum. Damit gab der Amulettenstreit den letzten Anstoß zu einer Neudefinition des Judentums und zur jüdischen Aufklärung.

### Weiterer Lebensweg

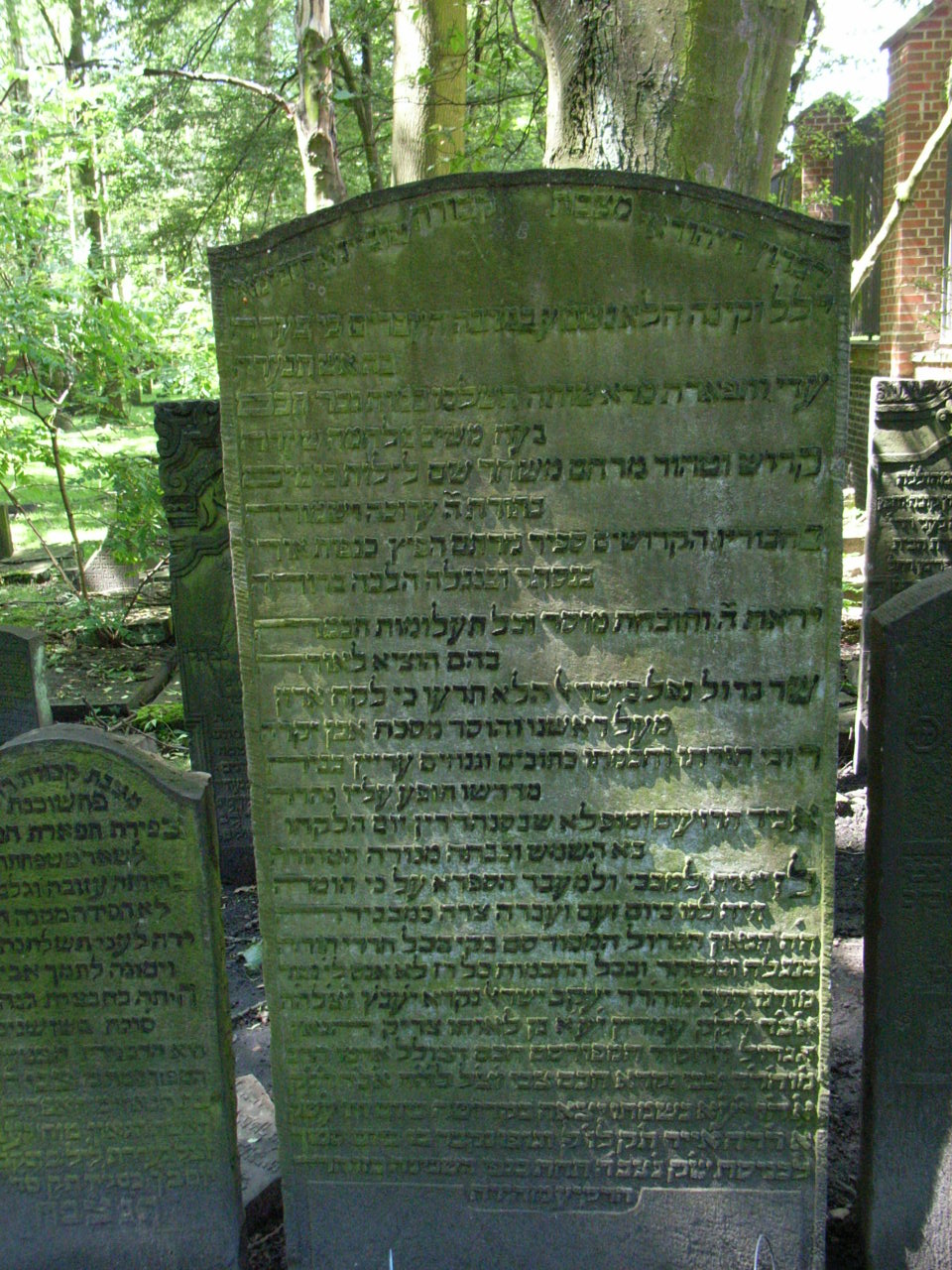
Jacob Emdens Grabstein auf dem jüdischen Friedhof Altona

Auch wenn Emden zeitlebens Verfechter eines strengen Traditionalismus war, so wurde im Alter sein liberales Gedankengut deutlicher. Er galt, trotz der vielen Auseinandersetzungen, die er in seinem Leben geführt hatte, und der Niederlage im Amulettenstreit, als einer der großen jüdischen Gelehrten. Er wurde als Autorität auf dem Gebiet der jüdischen Gesetze anerkannt und hatte in diesem Bereich großen Einfluss bis in Regierungskreise. So wurden er und Moses Mendelssohn 1772 von der jüdischen Gemeinschaft Mecklenburg-Schwerins um Rat gebeten. Herzog Friedrich der Fromme hatte eine Verordnung erlassen, nach der die rasche Bestattung der jüdischen Toten zu unterbleiben habe und sie erst nach drei Tagen beigesetzt werden sollten. Die Juden des Herzogtums wollten aber ihre Toten weiterhin nach überlieferter Sitte beerdigen. Diese sah die Bestattung eines Juden nur drei Stunden nach seinem Tod vor. Emden und Mendelssohn sollten der Regierung die religionsgesetzliche Notwendigkeit der frühen Beisetzung erläutern. Während Emden offenbar die erhoffte Argumentation lieferte, antwortete Mendelssohn differenziert mit einem Brief an die Fragesteller und einem „Schema“, das der Regierung vorgelegt werden sollte. Demnach sei „die frühe Beerdigung […] ein Brauch, kein Gebot; der Brauch aber könne anders als ein Gebot im Lichte moderner medizinischer Erkenntnisse geändert werden. Um die Beerdigung von Scheintoten zu vermeiden, könne man die Beerdigung von Juden auch, wie die christlichen Behörden wünschen, erst nach einigen Tagen vornehmen“.
Später trat Emden in Korrespondenz mit Moses Mendelssohn und wandte sich verschiedenen weltlichen Wissenschaften zu. Er zeigte großes Interesse an Astronomie, Physik, Botanik, Medizin, Staatskunst und Geschichte, blieb jedoch in seiner Einstellung zu den Wissenschaften sehr differenziert. Er unterschied streng zwischen Wissenschaften, die halachisch erlaubt waren und der Philosophie, die er aus religiösen Gründen ablehnte und in der er eine Gefahr für die Glaubensreinheit sah. Weiterhin übte er scharfe Kritik an den immer intensiver werdenden Kontakten zwischen Juden und Christen, auch wenn er in der Beurteilung des Christentums sehr tolerant war. Demnach stehe das Christentum dem Judentum viel näher, als bisher angenommen worden sei, da es wie das Judentum eine monotheistische Religion sei. 1776 starb Jacob Emden im Alter von 79 Jahren in Altona und wurde auf dem aschkenasischen Friedhof an der Altonaer Königstraße beerdigt. Der schmucklose Grabstein mit der Inschrift in 19 Verszeilen gehört zu den größten Grabmälern des aschkenasischen Friedhofes. Aus den hervorgehobenen Anfangsbuchstaben der ersten Zeilen ergibt sich das Akrostichon יעקב ישראל - Jaakow Israel, der hebräische Name Emdens. Die nebeneinander liegenden Gräber von Jonathan Eybeschütz und Jacob Emden zählen noch heute zu den meistbesuchten des Friedhofs. Sein Sohn war Meshullam Solomon.

## Schriften
- Siddur Jaavez, der neben den Gebeten eine Vielzahl von Erklärungen zu jüdischen Bräuchen enthält
- Mor u-Kzia zu Schulchan Aruch, Orach Chajim
- Megillat Sefer, hrsg. von David Kahana (hebräisch), o. O. 1897, Neudruck New York 1956 (Übersetzt von Jacob J. Schacter, New York; Veröffentlichung durch Yale University Press)
- Responsen
- Kommentare zur Mischna, (Seder Olam, „Weltordnung“)

Weitere Bücher in hebräischer Sprache:
- תורת הקנאות – (Hamburg-Altona 1752)
- שפת אמת – (Hamburg-Altona 1752)
- אספקלריה המאירה – (Hamburg-Altona 1753)
- מאירת עיניים – (Amsterdam 1753)
- עקיצת עקרב – (Hamburg-Altona 1753)
- לוחות עדות – (Hamburg-Altona 1755)
- עדות ביעקב – (Hamburg-Altona 1756)
- פתח עינים – (Hamburg-Altona 1757)
- ספר שמוש – (Hamburg-Altona 1758)
- שבירת לוחות האון – (Hamburg-Altona 1759)
- ספר התאבקות – (Hamburg-Altona 1762)
- בית יהונתן הסופר – (Hamburg-Altona 1763)